# Флаг Оранжевого Свободного государства
Флаг Ора́нжевого Свобо́дного государства был разработан в 1856 году и официально утверждён 23 февраля 1857 года на третью годовщину подписания конвенции, провозгласившей Оранжевое Свободное государство.
Флаг представляет собой чередующиеся горизонтальные оранжевые и белые полосы (три оранжевых и четыре белых, белые полосы на внешней стороне) с изображением в вольной части флага Нидерландов (используемый первоначально движениями буров в Грааф-Рейнете и Свеллендаме в 1795 году).
Также данный флаг изображался вертикально в центре государственного флага Южно-Африканской Республики (1928—1994 годов).